# George L. Converse
George Leroy Converse, född 4 juni 1827 i Franklin County i Ohio, död 30 mars 1897 i Columbus i Ohio, var en amerikansk politiker (demokrat). Han var ledamot av USA:s representanthus 1879–1885.
Converse är begravd på Green Lawn Cemetery i Columbus i Ohio.